# Adrià Carmona
Adrià Carmona Pérez (ur. 8 lutego 1992 w Igualadzie) – hiszpański piłkarz występujący na pozycji pomocnika w hiszpańskim klubie CD Lugo. Były reprezentant Hiszpanii do lat 17.

## Kariera klubowa
W wieku 9 lat Carmona dołączył do szkółki piłkarskiej FC Barcelony. W 2010 roku zdecydował się wyjechać do Włoch, gdzie związał się z AC Milanem. Podczas okresu spędzonego w klubie Carmona występował wyłącznie w zespole młodzieżowym.
31 stycznia 2013 roku został do końca sezonu 2012/13 wypożyczony do hiszpańskiego Realu Saragossa. 16 lutego 2013 Carmona zadebiutował w nowych barwach, rozgrywając 26. minut w przegranym 0:1 spotkaniu z Osasuną, podczas którego zmienił na boisku José Maríę Movillę.
Po zakończeniu rozgrywek powrócił do Milanu, skąd następnie przeszedł do Girony.

## Statystyki kariery
(aktualne na dzień 5 maja 2017)
| Klub                  | Sezon              | Liga               | Liga  | Liga   | Puchar kraju | Puchar kraju | Europa | Europa | Suma  | Suma   |
| Klub                  | Sezon              | Liga               | Mecze | Bramki | Mecze        | Bramki       | Mecze  | Bramki | Mecze | Bramki |
| --------------------- | ------------------ | ------------------ | ----- | ------ | ------------ | ------------ | ------ | ------ | ----- | ------ |
| A.C. Milan            | 2011/12            | Serie A            | 0     | 0      | 0            | 0            | 0      | 0      | 0     | 0      |
| A.C. Milan            | 2012/13            | Serie A            | 0     | 0      | 0            | 0            | 0      | 0      | 0     | 0      |
| Real Saragossa (wyp.) | 2012/13            | Primera División   | 3     | 0      | 0            | 0            | –      | –      | 3     | 0      |
| Girona FC             | 2013/14            | Segunda División   | 18    | 0      | 2            | 0            | –      | –      | 20    | 0      |
| Espanyol B            | 2014/15            | Segunda División B | 28    | 7      | 0            | 0            | –      | –      | 28    | 7      |
| Albacete Balompié     | 2015/16            | Segunda División   | 22    | 1      | 0            | 0            | –      | –      | 22    | 1      |
| CD Lugo               | 2016/17            | Segunda División   | 3     | 0      | 0            | 0            | –      | –      | 3     | 0      |
| Ogólnie w karierze    | Ogólnie w karierze | Ogólnie w karierze | 75    | 0      | 2            | 0            | 0      | 0      | 76    | 7      |

## Sukcesy

### Hiszpania
- Mistrzostwo Europy do lat 17: 2008
- 3. miejsce na Mistrzostwach Świata do lat 17: 2009